# پروسپر مریمه
پروسپِر مِریمِه (به فرانسوی: Prosper Mérimée) نویسنده، مورخ و باستان‌شناس قرن نوزدهم میلادی اهل فرانسه است.

## زندگی‌نامه
در ۲۸ سپتامبر ۱۸۰۳ در پاریس متولد گردید. پدرش «ژان فرانسوا مریمه» (Jean François Léonor Mérimée) معلم مدرسه هنرهای زیبا بود و مادرش نیز در هنر نقاشی دست داشت.
او ابتدا بر اثر تعلیمات پدر و مادرش به پیشرفت‌های زیادی نائل آمد و زبان‌های انگلیسی و اسپانیولی را به خوبی فرا گرفت پروسپر پس از اتمام مدرسه حقوق به اسپانیا سفر کرد مشاهده آثار تاریخی و اخلاق و ظواهر مردم این کشور در روحیه وی تأثیری عمیق به جای گذاشت و به همین جهت در اغلب داستان‌های او، قهرمان و شخصیت‌های اصلی از اهالی اسپانیا می‌باشند. پروسپر مدتی نیز در سالن‌های ادبی فرانسه که گروهی از نویسندگان معروف آن زمان مانند شارل-آگوستن سنت-بوو و مادام روکامیه (Madame Récamier) در آن شرکت داشتند رفت‌ و آمد کرد و بعداً فعالیت‌های سیاسی خود را آغاز نمود که نتیجه اش رسیدن به نمایندگی مجلس فراماسونری بود او در ۲۳ سپتامبر ۱۸۷۰ در سن ۶۶  سالگی در شهر کن درگذشت.

## آثار
- کرامول (اولین نمایشنامه ۱۸۲۲) هرگز چاپ نشد و از بین رفته

رمان
- وقایع سلطنت شارل نهم (۱۸۲۹)

| رمان کوتاه - گوزلا (۱۸۲۷) - شورش دهقانان (لا ژاکری) (۱۸۲۸) - خانواده کارواخال (۱۸۲۸) - ماتئو فالکن (۱۸۲۹) - تامانگو (۱۸۲۹) - مروارید شهر تولدو (۱۸۲۹) - بازی نرد (۱۸۳۰) - گلدان اتروریایی (اتروسکان) (۱۸۳۰) - موزائیک (۱۸۳۳) - دو اشتباه (۱۸۳۳) - ونوس جزیره (ونوس شهر ایل) (۱۸۳۷) - کولومبا (کلمب) (۱۸۴۰) - آرسن گیلوت (۱۸۴۴) - کارمن (۱۸۴۵) - اتاق خواب آبی (۱۸۶۶) - جومان (1870) - کوچه خانوم لوکرتزیا - ساحره های اسپانیایی درام - تئاتر کلارل گازول (۱۸۲۵) | مقاله‌ها و مطالعات تاریخی - مطالعاتی دربارهٔ تاریخ روم (۱۸۴۵) - سرگذشت دون پدرو اول، پادشاه کاستیل (۱۸۴۷) - مطالعات دربارهٔ هنر قرون وسطی سایر آثار - نامه‌هایی به یک ناشناس (مجموعه نامه‌های مریمه به Jenny Dacquin ۱۸۷۴) - نامه‌هایی به پائیز (۱۸۸۱) - کولیس - کشیش مهاجر - ارواح برزخ - شاه قلعه - عشق دیوانه - خون و شرف - ژول سزار - لوکیس - بی غیرت - ارواح عالم برزخ - برداشتن سنگر - بناهای یونانی - تحقیر دو جانبه |